# Schwartziella grata
Schwartziella grata is een slakkensoort uit de familie van de Rissoidae. De wetenschappelijke naam van de soort is voor het eerst geldig gepubliceerd in 1952 door Cotton.